# Zona libre de ideología LGBT

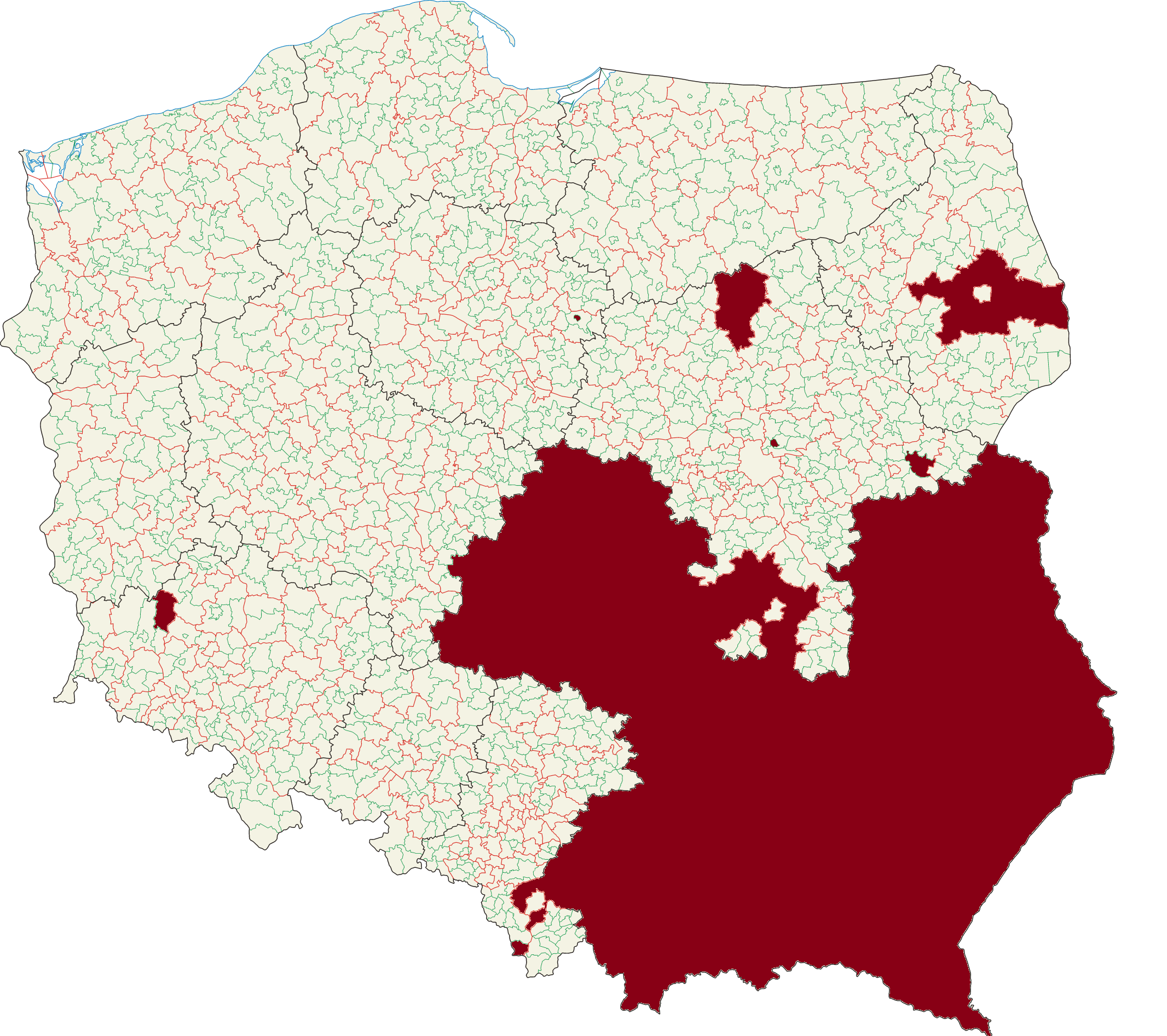
Mapa de zonas "libres de ideología LGBT" declaradas en Polonia (enero de 2020).

En Polonia, una zona libre de ideología LGBT (en polaco: Strefa wolna od ideologii LGBT), también llamada Zona libre de LGBT (en polaco: Strefa wolna od LGBT) fue una declaración discriminatoria de algunas localidades polacas de proclamarse como zonas «libres de ideología LGBT».
Aunque se trató de un acto más simbólico que práctico, varios movimientos pro-Derechos Humanos denunciaron que las zonas declaradas «libres de ideología LGBT» son un intento de estigmatizar, excluir, y fomentar el odio a las personas LGBT. En agosto de 2019, alrededor de 30 localidades polacas se habían declarado zonas «libres de ideología LGBT». Posteriormente todas las declaraciones de zonas «libres de  ideología LGBT» fueron derogadas por tribunales polacos.

## Trasfondo

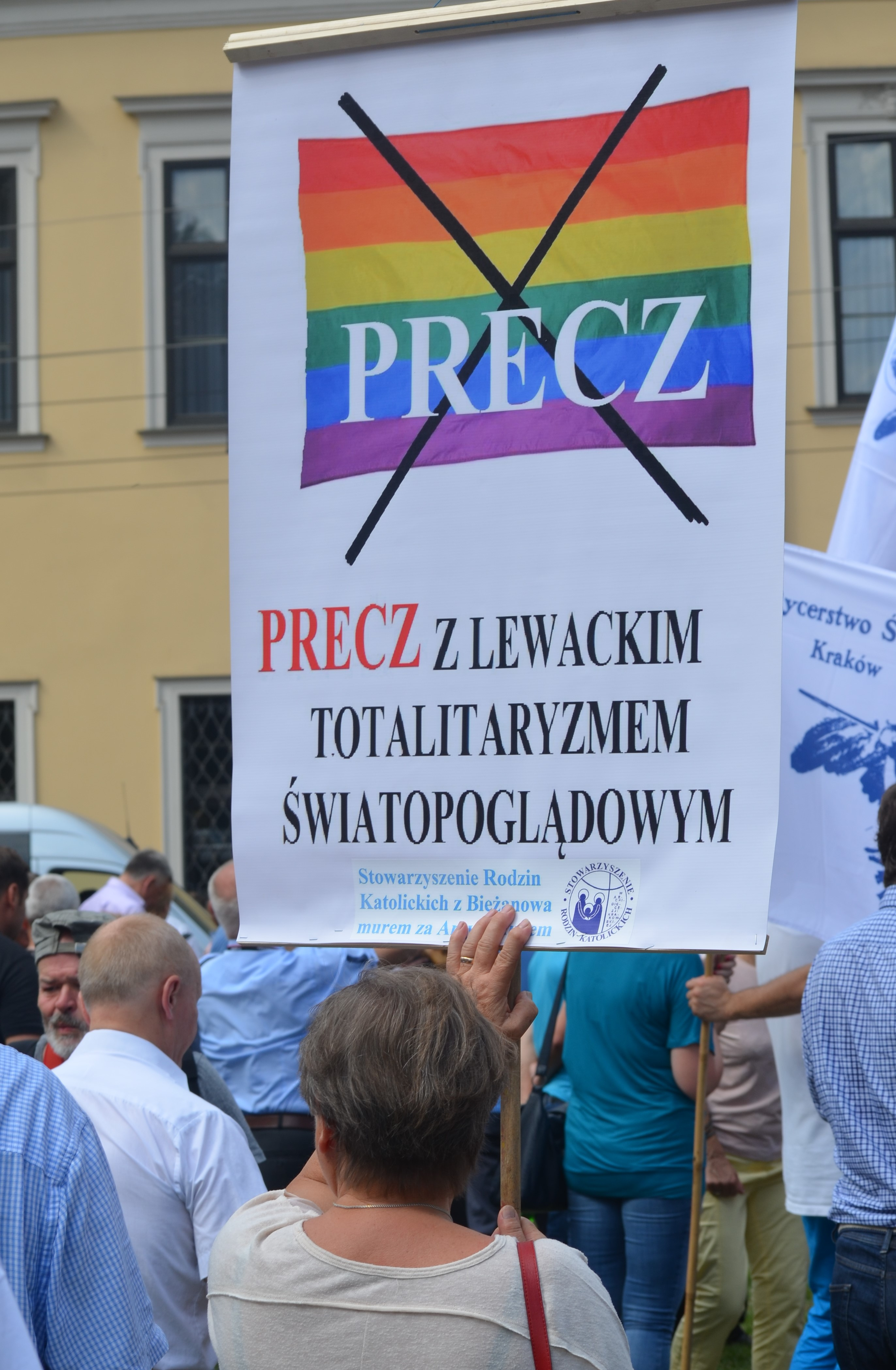
Protesta de agosto de 2019 en apoyo de las declaraciones del Arzobispo Marek Jędraszewski sobre LGBT. El letrero dice: «lejos ([= abajo]) con el totalitarismo ideológico de izquierda», precz («tirar») también está en una bandera del orgullo gay tachada.

En febrero de 2019, el alcalde liberal de Varsovia, Rafał Trzaskowski, firmó una declaración que respalda los derechos LGBTQ<ref y anunció su intención de seguir las pautas de la Organización Mundial de la Salud e integrar los temas LGBT en los planes de estudio varsovianos sobre educación sexual. El partido conservador PiS objetaron que el programa sobre educación sexual «sexualiza» a los niños. El líder del PiS, Jarosław Kaczyński, respondió a la declaración y calificó los derechos LGBT como «una importación» que amenazaba a Polonia. La declaración «enfureció» y «galvanizó» a los políticos conservadores y a los medios conservadores en Polonia, según The Daily Telegraph. Las zonas libres de LGBT declaradas se consideran una reacción a la declaración del alcalde de Varsovia.
Según The Daily Telegraph, el establecimiento conservador teme una transición liberal que pueda erosionar el poder de la Iglesia católica en Polonia de una manera similar a la transición en torno a la Iglesia católica irlandesa. La disminución de la asistencia a la Iglesia, el aumento de la secularización y los escándalos de abuso sexual han ejercido presión sobre la posición conservadora. En mayo de 2019, la policía polaca arrestó a la activista de derechos civiles Elżbieta Podleśna por colocar carteles de la Virgen Negra de Częstochowa con los colores del arco iris pintados con halo por el cargo de ofender el sentimiento religioso, lo cual es ilegal en Polonia. También en mayo, dos semanas antes de las elecciones al Parlamento Europeo de 2019 se publicó en línea un documental sobre abuso sexual infantil en la Iglesia (véase: No se lo digas a nadie). Se esperaba que el documental perjudicara al PiS electoralmente alineado con la Iglesia, lo que llevó al líder del PiS, Kaczyński, a hablar acaloradamente de que la nación y los niños polacos estaban siendo atacados por ideas extranjeras desviadas, lo que llevó a los votantes conservadores a unirse a PiS. Según la académica feminista Agnieszka Graff, «el ataque contra la comunidad LGBT fue provocado por la Declaración [de Varsovia], pero eso fue solo una excusa bienvenida», ya que PiS buscó atraer electoralmente a la demografía rural-tradicional y necesitaba un chivo expiatorio para reemplazar al debate de la inmigración.
En agosto de 2019, el arzobispo de Cracovia Marek Jędraszewski dijo que las personas LGBT eran como una «plaga arco iris» en un sermón en conmemoración del Alzamiento de Varsovia. No mucho después, una drag queen simuló su asesinato en el escenario.
A partir de 2019, ser abiertamente gay en las pequeñas ciudades y áreas rurales de Polonia «[toma] una mayor fortaleza física y mental» debido a los esfuerzos de las autoridades polacas y la Iglesia católica, según The Telegraph. Sin embargo, las percepciones públicas se han vuelto más tolerantes con los homosexuales. En 2001, el 41 % de los polacos encuestados declaró que «ser homosexual no era normal y no debería ser tolerado», mientras que el 24 % lo afirmaba en la encuesta 2017. El 5 % dijo que «ser homosexual era normal» en 2001, mientras que el 16 % lo dijo en 2017.

## Declaraciones
Las zonas libres de LGBT se han creado desde las instituciones municipales polacas, así como los powiats y voivodatos, que declaran estas áreas bajo su control y libres de «ideología LGBT», en reacción a la declaración del alcalde de Varsovia. Aunque no son exigibles, los activistas dicen que las zonas declaradas representan intentos de excluir a la comunidad LGBT. La activista Olga Kaczorek advirtió que las declaraciones «indican que un tipo específico de personas no son bienvenidas allí».
En marzo de 2019, la ciudad de Świdnik, en el este de Polonia, aprobó una resolución que rechaza la «ideología LGBT».
A partir de agosto de 2019, se han declarado alrededor de 30 zonas libres de LGBT en Polonia, incluidas cuatro voivodatos en el sureste del país: Pequeña Polonia, Podkarpackie, Świętokrzyskie y Lublin. Los cuatro voivodatos forman la parte «históricamente conservadora» de Polonia.
Los powiats que se declararon zonas libres de LGBT son: Białystok, Jarosław, Lesko, Lubaczów, Mielec, Puławy, Ryki, Świdnik, Tarnów y Zamość.

## El partido Ley y Justicia (PiS)
Antes de las elecciones parlamentarias de Polonia de 2015, el partido gobernante Ley y Justicia (PiS) adoptó una postura antimigrante. Con la inmigración disminuyendo significativamente, en el período previo a las elecciones parlamentarias de Polonia de 2019, el partido se ha centrado en contrarrestar la «ideología LGBT occidental». El líder de PiS, Jarosław Kaczyński, etiquetó a los migrantes como portadores de «parásitos y protozoos» en 2015, mientras que en 2019 reprendió la declaración pro-LGBTQ del alcalde de Varsovia como «un ataque contra la familia y los niños» y declaró que LGBTQ era una «ideología importada».
Después de que arzobispo Jędraszewski hiciera su discurso en el que llamó a la «ideología LGBT» una «plaga arco iris», el ministro polaco para ayuda defendió los comentarios.
En junio de 2019, el ministro de Justicia Zbigniew Ziobro ordenó una investigación de Ikea por el despido de un empleado que expresó ideas homofóbicas.

## Pegatinas

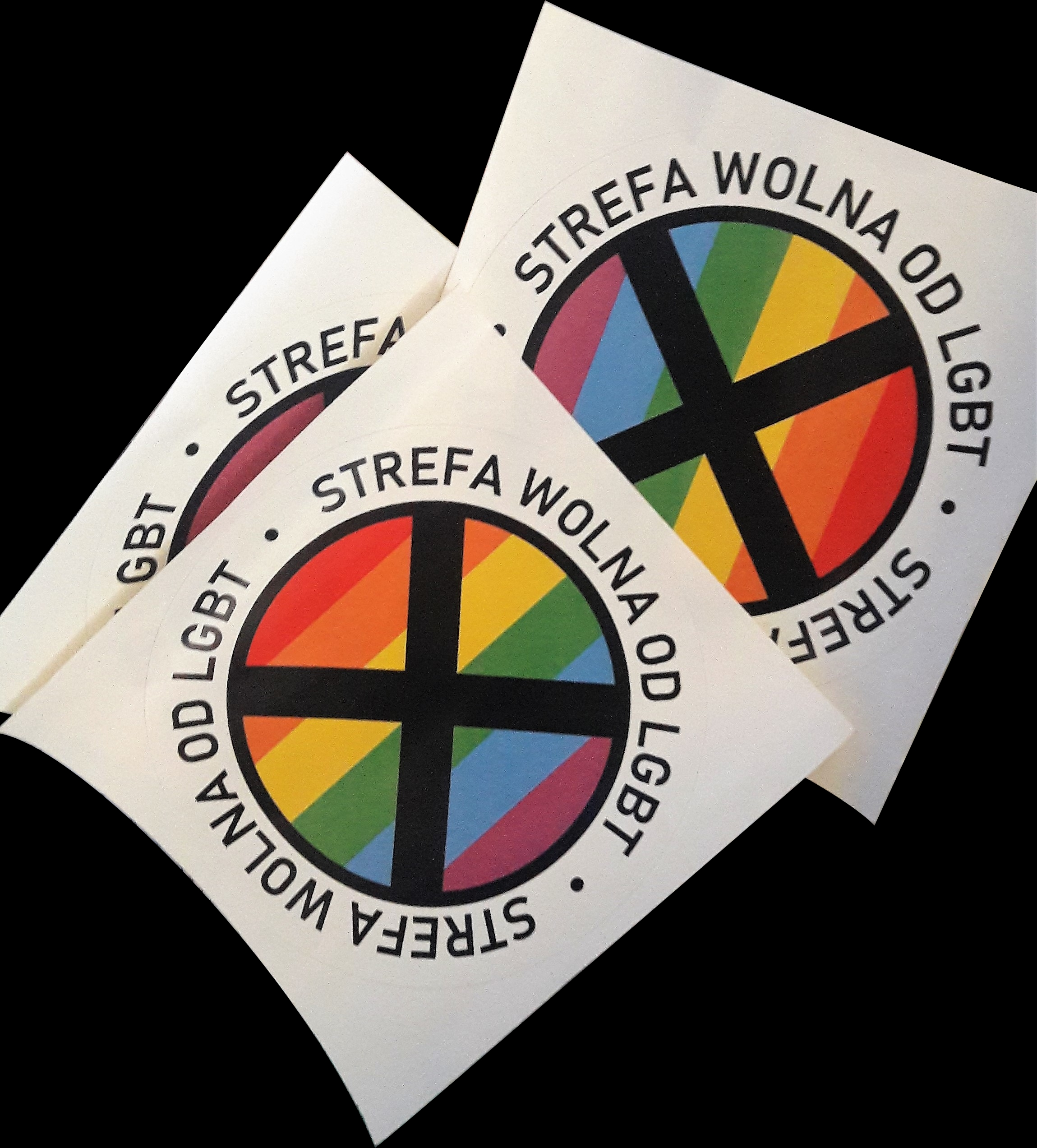
Pegatinas de zona libre de LGBT distribuidas por el periódico Gazeta Polska.

El conservador periódico Gazeta Polska emitió calcomanías de «zona libre de LGBT» a sus lectores. La oposición y los diplomáticos polacos, incluida la embajadora de Estados Unidos en Polonia, Georgette Mosbacher, condenaron las calcomanías. El editor jefe de Gazeta, Tomasz Sakiewicz, respondió a las críticas con: «lo que está sucediendo es la mejor evidencia de que LGBT es una ideología totalitaria».
El tribunal de distrito de Varsovia ordenó que se detuviera la distribución de las calcomanías hasta que se resuelva en un caso judicial. Sin embargo, el editor de Gazeta desestimó el fallo diciendo que eran «fake news» y censura, y que el periódico continuaría distribuyendo las calcomanías. Gazeta continuó la distribución de las calcomanías, pero modificó la calcomanía para leer «Zona libre de ideología LGBT».
En julio, la cadena de medios de comunicación polaca Empik, la más grande del país, se negó a acoger a Gazeta Polska tras la publicación de las pegatinas. En agosto de 2019, un programa organizado por la Gazeta Polska Community of America programado para el 24 de octubre en el Carnegie Hall de Nueva York fue cancelado por las quejas de vínculos anti-LGBT que llevarían a artistas a retirarse del programa.

## Manifestaciones

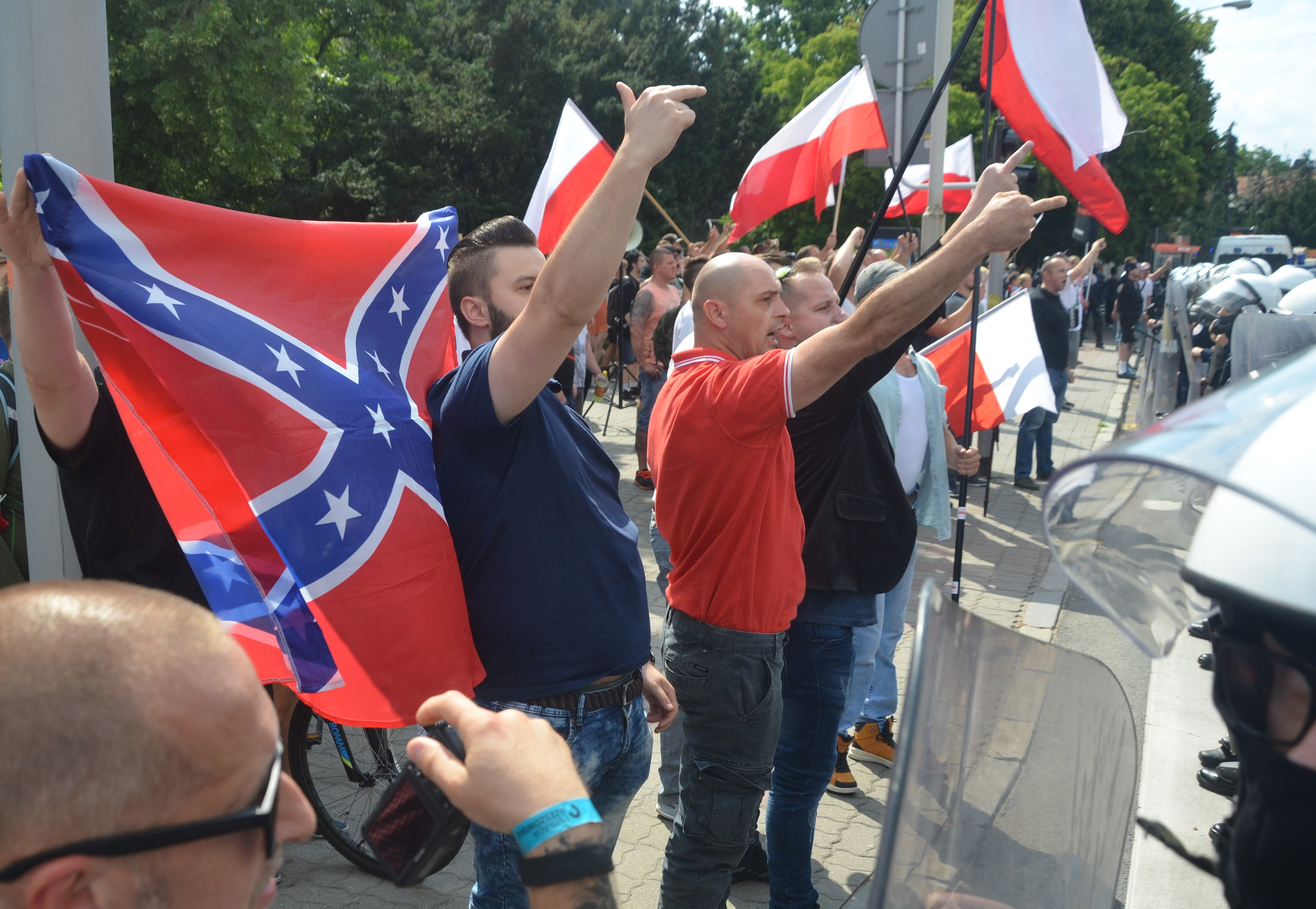
Manifestantes protestan contra el desfile de orgullo de Rzeszów en junio de 2019

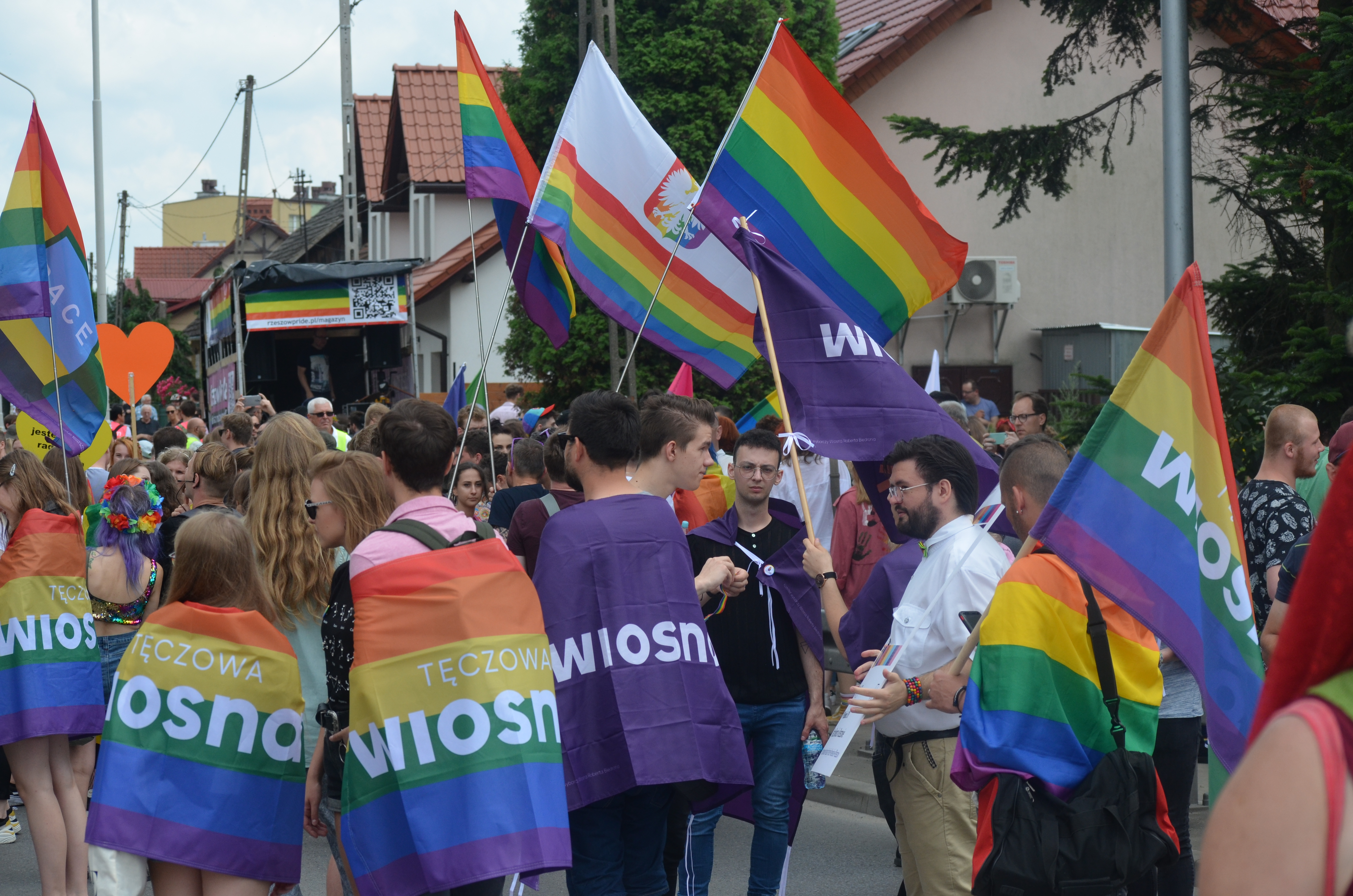
Desfile de orgullo de Rzeszów de junio de 2019

En Rzeszów, después de que los activistas LGBT presentasen una solicitud para celebrar una marcha del orgullo, los concejales de PiS redactaron una resolución para convertir a Rzeszów en una zona libre de LGBT y prohibir el evento en sí. Unas 29 solicitudes de contramanifestaciones llegaron al ayuntamiento, lo que llevó al alcalde Tadeusz Ferenc, de la oposición Alianza de la Izquierda Democrática, a prohibir la marcha debido a preocupaciones de seguridad. La prohibición fue revocada por un fallo judicial. Los concejales de PiS presentaron una resolución que prohíbe la «ideología LGBT», que fue derrotada por dos votos.
El 20 de julio de 2019 tuvo lugar en la ciudad de Białystok la primera Marcha por la Igualdad de Białystok, en la que aproximadamente 1000 manifestantes del Día del Orgullo Gay se encontraron con miles de miembros de grupos de extrema derecha, fanáticos ultras y otros que atacaron violentamente a los manifestantes. Miles salieron a las calles de Varsovia para protestar por la violencia en Białystok. El 23 de julio de 2019 se celebró una manifestación por la tolerancia en Gdańsk, bajo el lema «zona libre de zonas»  (en polaco: Strefa wolna od stref). En Szczecin tuvo lugar una manifestación bajo el lema de «zona libre de odio» (en polaco: Strefa wolna od nienawiści) y en Łódź políticos de izquierda entregaron pegatinas con el mismo lema «zona libre de odio». Una semana después de los acontecimientos, los partidos de izquierda realizaron una protesta en Białystok contra la violencia en la marcha.

## Reacciones

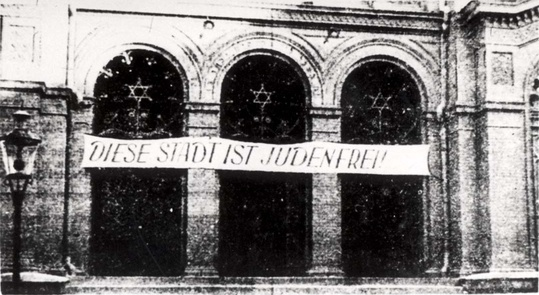
Sinagoga en Bydgoszcz, Polonia ocupada por los alemanes, 1939. El estandarte nazi que proclama la ciudad es judenfrei («libre de judíos»). Esta imagen fue tuiteada por un representante del partido de Robert Biedroń en respuesta a las «zonas libres de LGBT».

### Apoyo a las declaraciones
Bożena Bieryło, una concejal de PiS en el condado de Białystok, dijo que la legislación en el condado de Białystok era necesaria debido a las «provocaciones» y «demandas» LGBT de instrucción en educación sexual.
El partido nacional de PiS ha alentado las declaraciones locales, con un funcionario de PiS entregando medallas en Lublin a los políticos locales que apoyaron las declaraciones.

### Rechazo a las declaraciones
En julio de 2019, el Defensor del Pueblo polaco Adam Bodnar declaró que "el gobierno está aumentando los sentimientos homofóbicos" con comentarios "al margen del discurso de odio". Bodnar dijo que está preparando una apelación ante el tribunal administrativo contra las declaraciones, ya que según Bodnar no solo son políticas sino que también tienen un carácter normativo que afecta la vida de las personas en la región declarada.
En julio de 2019, el concejal de la ciudad de Varsovia, Marek Szolc, y la Sociedad Polaca para la Ley contra la Discriminación [pl] (PTPA) emitieron una opinión legal que declara que las declaraciones de zonas libres de LGBT estigmatizan y excluyen a las personas y son ilegales porque violan el artículo 32 de la Constitución de Polonia que garantiza la igualdad y la falta de discriminación.
En agosto de 2019, varios miembros de la comunidad LGBT declararon que se sienten inseguros en Polonia.
El partido socialdemócrata Lewica Razem declaró: «¿Recuerdan cómo la derecha [tenía miedo] de las llamadas zonas prohibidas [musulmanas]? Gracias a la misma derecha, tenemos nuestras propias zonas prohibidas».
Los políticos liberales, los medios de comunicación y los activistas de Derechos Humanos han comparado las declaraciones con las declaraciones de la era nazi de áreas que están siendo judenfrei (libres de judíos). El periódico italiano de izquierda La Repubblica lo llamó «un concepto que evoca el término Judenfrei». El director de Campaña contra la Homofobia, Slava Melnyk, comparó las declaraciones con «1933, cuando también había zonas francas de un grupo específico de personas». El vicepresidente de Varsovia, Paweł Rabiej, tuiteó: «Los fascistas alemanes crearon zonas libres de judíos. Apartheid, de negros».